# 馬萊馬
14°56′55″S 37°24′52″E / 14.94861°S 37.41444°E

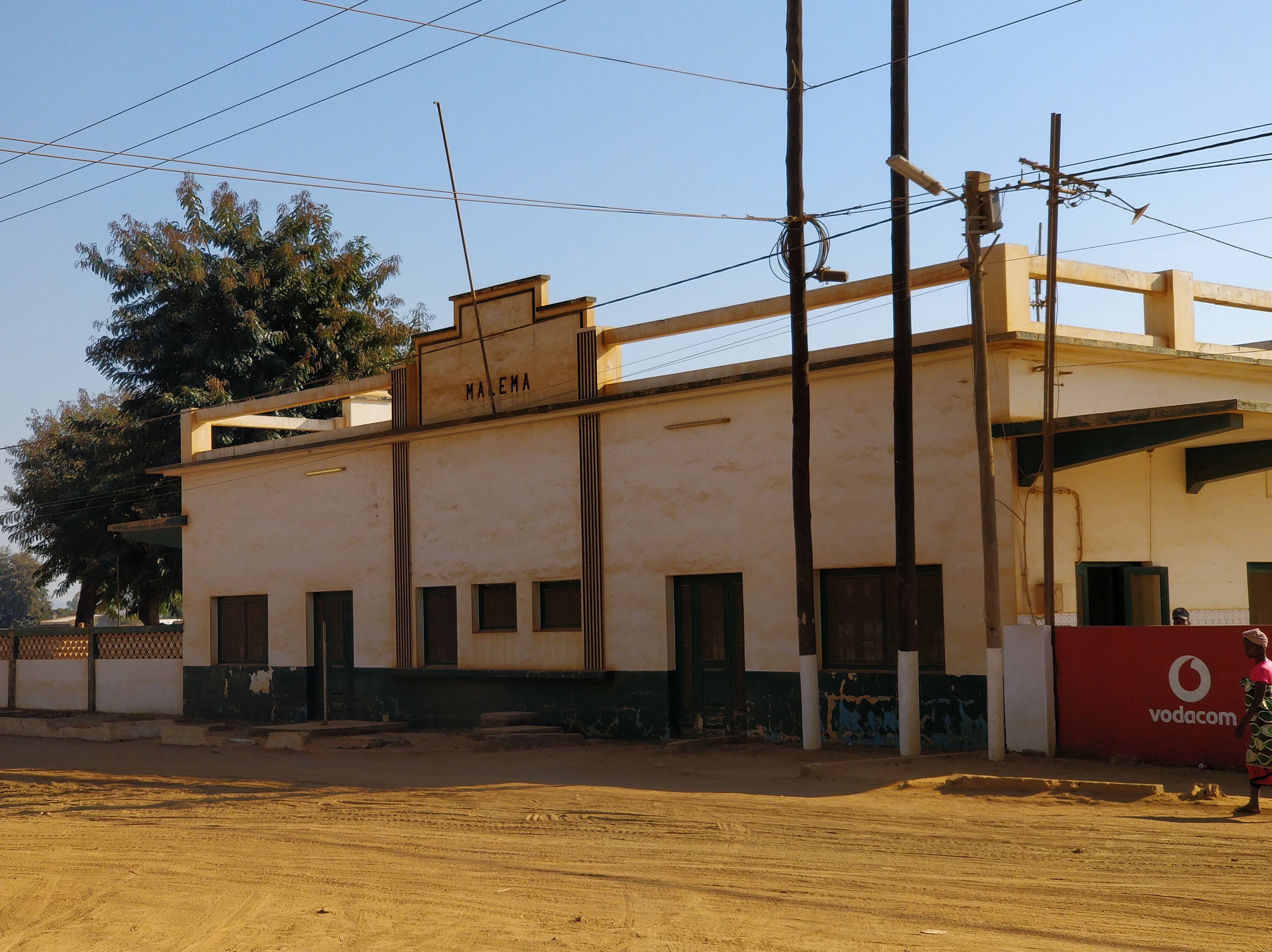
馬萊馬

馬萊馬（Malema），是莫桑比克的城鎮，位於該國東北部，由楠普拉省負責管轄，是馬萊馬區的首府，該城鎮依賴農業生產，農產品有高粱、玉米、花生和洋蔥，2007年人口20,277。